# Anul Nou care n-a fost
Anul Nou care n-a fost è un film tragicomico e storico rumeno del 2024 scritto e diretto da Bogdan Mureșanu al suo debutto alla regia. Basato sul cortometraggio di Mureșanu del 2018 The Christmas Gift, è interpretato da Adrian Văncică, Nicoleta Hâncu, Iulian Postelnicu, Mihai Călin, Emilia Dobrin e Andrei Miercure.
È stato presentato in anteprima all'81ª Mostra Internazionale d'Arte Cinematografica di Venezia il 1º settembre 2024, dove ha vinto il Premio Orizzonti per il miglior film. È uscito nelle sale cinematografiche rumene a fine settembre 2024.

## Trama
Sei vite convergono il 20 dicembre 1989 nel mezzo dei tumulti della rivoluzione rumena.

## Produzione
Il film approfondisce i personaggi del cortometraggio The Christmas Gift (2018) del regista Bogdan Mureșanu. Riguardo alla concezione del lungometraggio, il regista ha dichiarato: "Ero interessato all'umanità delle piccole vite esposte a grandi eventi storici e a come le persone affrontano la sensazione di un mondo che sta scomparendo". Le riprese principali si sono svolte a Bucarest e dintorni e anche a Gostinu, un comune a circa un'ora dalla capitale. Il direttore della fotografia Biró Boróka ha utilizzato l'Arri Alexa Mini per le riprese, che sono state completate a fine settembre 2023.

## Distribuzione
Il trailer, pubblicato il 28 agosto 2024, ha anticipato la presentazione del film in anteprima all'81ª Mostra Internazionale d'Arte Cinematografica di Venezia, avvenuta il 1º settembre dello stesso anno nell'ambito del concorso Orizzonti. Il giorno seguente, Memento Distribution ha acquisito i diritti di distribuzione francese del film. La pellicola è uscita nelle sale rumene il 24 settembre 2024. Nel weekend di apertura il botteghino rumeno ha registrato oltre 20.000 spettatori.

## Accoglienza
Ștefan Dobroiu di Cineuropa ha scritto: "... Anul Nou care n-a fost è un potente esempio di come il cinema possa diventare una macchina del tempo che ci teletrasporta in una certa epoca, riportandoci in salvo proprio mentre i problemi di quel periodo penetrano nella nostra anima". 
Wendy Ide di Screen Daily ha scritto: "C'è molto da fare, e inizialmente il film si inerpica un po', prima di prendere gradualmente slancio. Ma una sequenza finale di quasi 20 minuti, impostata sul Boléro di Ravel, si sviluppa in un crescendo esplosivo, fondendo senza soluzione di continuità filmati d'archivio nell'azione e catturando l'impatto esilarante della storia in divenire".